# بيل دوغلاس (مخرج)
ويليام جيرالد فوربس دوغلاس (بالإنجليزية: Bill Douglas)‏ (17أبريل 1934 - 18 يونيو 1991) مخرج وأستاذ سينمائي اسكتلندي بريطاني معروف بثلاثية أفلام عن حياته المبكرة.

## حياته
وُلِد في نيوكرايغال في ضواحي إدنبرة، وربته في البداية جدته لأمه، جين بيفريدج. بعد وفاتها عاش مع والده وجدته لأبيه. تولى الخدمة الوطنية في مصر، حيث التقى بصديقه الدائم، بيتر جيويل. عند عودته إلى بريطانيا، انتقل دوغلاس إلى لندن وبدأ حياته المهنية في التمثيل والكتابة.

## مهنته
بعد أن كان مهتمًا بصناعة الأفلام طوال حياته، التحق دوغلاس في عام 1969 بمدرسة لندن لتقنيات الأفلام، حيث كتب سيناريو فيلم قصير عن سيرته الذاتية يسمى جيمي. بعد الصعوبات الأولية في العثور على دعم للمشروع، وجد في النهاية بطلًا في المعهد البريطاني للأفلام في رئيس الإنتاج المعين حديثًا، مأمون حسن، الذي حصل على التمويل على أساس أن جيمي يجب أن يشكل الجزء الأول من ثلاثية - تم تغيير اسم الفيلم إلى طفولتي، ونجاحه على في المهرجانات الدولية مهد الطريق للجزء الثاني والثالث من ثلاثية السنوات التكوينية لدوغلاس: يا قوم العين 1973 و في طريقى للمنزل 1978.
في ثلاثيته اكتسب بعض المال لكن دوغلاس كافح لرفع تمويل مشروعه القادم، واضطر إلى البحث عن طرق أخرى لكسب لقمة العيش. قام مأمون حسن، الرئيس السابق لشركة BFI للإنتاج، بدعوته للتدريس في المدرسة الوطنية للسينما والتلفزيون منذ عام 1978 وأثبت أنه كان حضورا ملهما. استطاع حسن أيضًا، من خلال دوره كمدير للمؤسسة الوطنية لتمويل الأفلام، المساعدة في تحقيق مشروع الرفاق، فيلم دوجلاس عن «شهداء تولبوديل»، ستة دورستعمال المزارع الذين قُبض عليهم في عام 1834 وحوكموا بتهمة تشكيل نقابة عمالية ثم نُقلوا بعد ذلك إلى أستراليا. ومع ذلك، لم يظهر الفيلم حتى عام 1986، بعد ست سنوات من اكتمال السيناريو. يواصل الرفاق، الذين يطلق عليهم لقب «ملحمة الرجل الفقير»، اهتمام دوغلاس بمثابرة الروح البشرية في مواجهة الشدائد المادية. كما أنه يبرز افتتانه بعالم البصريات وصنع الصور، من خلال عدد من الإشارات إلى أشكال مختلفة من وسائل الترفيه البصرية الفيكتورية مثل الفانوس السحري، والزوتروب، وعرض الزقزقة، والكاميرا الغامضة. القصة نفسها تتوسطها شخصية الفانوس السحري المتجول الذي ظهر مرة أخرى في عدد من الأدوار.
كان من المقرر أن يكون فيلم «رفاق» آخر أفلام بيل دوجلاس. توفي بسبب السرطان ودفن في باحة كنيسة بيشوب تاوتن في ديفون. ترك وراءه سيناريوهين غير مصنوعين: المذنب المبرر مقتبس من رواية جيمس هوغ الشهيرة مذكرات واعترافات المذنب المبرر وحصان طائر، استنادًا إلى حياة رائد ما قبل السينما ايدويرد مويبريدج. سيناريو آخر بعد وفاته حلقة الحقيقة، كتب خلال زمالة لجامعة ستراثكلايد في عام 1990، أنتجه بي بي سي اسكتلندا في عام 1995.

## إرثه
لم يقتصر إرث دوغلاس على أفلامه. إلى جانب بيتر جيويل (الذي استند إليه روبرت في الثلاثية)، كان جامعًا شرهًا للكتب والتذكارات والمصنوعات اليدوية المتعلقة بتاريخ السينما وما قبلها. شكلت هذه المجموعة الأساسية أساس متحف بيل دوغلاس للسينما، الذي كان يُعرف سابقًا باسم مركز بيل دوغلاس لتاريخ السينما والثقافة الشعبية في جامعة إكستر، عندما تم افتتاحه بعد ست سنوات من وفاته. في متحف بيل دوغلاس سينما يحتوي على معرض عن حياة بيل دوغلاس والعمل ويحمل أوراق العمل التي قدمها، والتي يمكن الوصول إليها من قبل الباحثين.
في عام 2012، أعلن مهرجان غلاسكو للأفلام القصيرة عن افتتاح جائزة بيل دوغلاس لمسابقتهم الدولية للأفلام القصيرة، التي سميت على شرفه.

## إخراج
1. My Childhood (1972) الجزء الأول
2. My Ain Folk (1973) الجزء الثاني
3. My Way Home (1978) الجزء الثاث
4. Comrades (1986) فيلمه الأخير

## وصلات خارجية
- بيل دوغلاس (مخرج) على موقع IMDb (الإنجليزية)
- بيل دوغلاس (مخرج) على موقع ألو سيني (الفرنسية)
- بيل دوغلاس (مخرج) على موقع أول موفي (الإنجليزية)
- بيل دوغلاس (مخرج) على موقع قاعدة بيانات الأفلام السويدية (السويدية)
- بيل دوغلاس (مخرج) على موقع قاعدة بيانات الفيلم (الإنجليزية)
- بيل دوغلاس (مخرج) على موقع كينوبويسك (الروسية)